# Озрен Ђурђевић
Озрен Ђурђевић (Бања Лука, 22. јануар 1981) је тениски судија и спортски радник из Бања Луке.

## Биографија
Са осам година почео је у бањалучком ТК Младост да тренира тенис. У родном граду завршио је средњу школу, дипломирао на Филозофском факултету и 2014. одбранио мастер-рад Улога европског парламента у функционисању Европске уније на Факултету политичких наука. Тениским суђењем бави се од 2001. године. Од 2003. судија је Прве тениске лиге Аустрије, а наредне године судио је и мечеве турнира из серије 250 у Бечу. Слиједили су АТР (Association of Tennis Professionals) и WTA (Women's Tennis Association) турнири у Кицбилу, Линцу, Дохи, Истанбулу, Будимпешти, Минхену, Ротердаму и Базелу. Мечеве свјетске групе Дејвис купа и прво АТР финале турнира из серије 500 судио је 2008. у Дубаију, а наредне године и финале WTA турнира из серије Премијер у Дохи. Финале турнира из серије 1.000 у Монте Карлу и Риму судио је 2013, а након њих и финале АТР Мастерс 1.000 турнира у Монтреалу. Године 2015. судио је на Вимблдону и Отвореном првенству Америке (US Open) у Њујорку, као први судија из Републике Српске и Босне и Херцеговине који је судио најпрестижније тениске Гренд слем турнире. Судио је на првом тимском првенству свијета у тенису (Laver Cup) 2017. у Прагу. У новембру 2018. судио је завршни АТР Мастерс турнир у Лондону (међу осталим и финални меч између Новака Ђоковића и Александра Зверева), заједно са још девет најбољих линијских судија на свијету. До 2019. судио је на десет Гренд слем турнира, више од 20 финалних мечева Мастерс турнира и преко 100 финалних мечева на турнирима из серија 250, 500, Интернационал и Премијер. Менаџер је турнира АТРChallenger Srpska Open. Био је судија на тениском турниру на Љетним оплимпијским играма у Токију.. Добитник је Плакете за изузетан допринос у афирмацији и унапређењу спорта 2013. године у оквиру Избора десет најбољих спортиста Републике Српске које организује "Глас Српске".